# 羊孙
羊孙（?—?），东汉零陵郡少数民族反汉起事首领。零陵郡（今湖南省永州市零陵区北）人。
汉安帝元初三年（116年）他和陈汤率领零陵郡的少数民族一千余人反抗汉朝起事，自称将军。头带红巾，义军烧官寺、杀暴吏。汉安帝以夷治夷的政策，招募郡内其他民族镇压起义，义军失败。